# Боярова Наталя Олександрівна
Наталя Олександрівна Боярова (нар. 6 лютого 1983, Вінницька область) — українська футболістка і футзалістка, захисниця.

## Життєпис
Футбольну кар'єру розпочала в «Легенді». У чемпіонаті України дебютувала 2000 року. У складі чернігівського зіграла 5 матчів. Разом з «Легендою» двічі вигравала Вищу лігу та одного разу — кубок країни.
У 2002 році підсилила «Волинь». У складі луцького колективу зіграла 3 матчі. Наступного року перейшла до сумського «Спартака». У сумському колективі провела два сезони, за цей час у Вищій лізі зіграла 22 матчі та відзначилася 2-а голами.
У 2005 році повернулася до «Легенди». У чернігівському колективі відіграла чотири сезони, у Вищій лізі провела 59 матчів та відзначилася 6-а голами. У 2005 році допомогла команді оформити «золотий дубль» (виграти чемпіонат та кубок країни).
У 2010 році підсилила «Ятрань-Берестівець». Дебютувала за команду з Уманщини 7 серпня 2010 року в програному (2:3) домашньому поєдинку 9-о туру Вищої ліги проти «Іллічівки». Наталя вийшла на поле в стартовому складі та відіграла увесь матч. У команді відіграла два сезони, провела 14 матчів у Вищій лізі.
Напередодні старту сезону 2012 року підсилила «Нафтохімік», за який дебютувала 21 квітня того ж року в переможному (5:0) виїзному поєдинку 1-о туру Вищої ліги проти «Атекс-СДЮШОР №16». Боярова вийшла на поле на 72-й хвилині, замінивши Юлію Ващенко. Єдиним голом за калуський колектив відзначилася 19 травня 2012 року на 89-й хвилині переможного (6:1) виїзного поєдинку 4-о туру Вищої ліги проти «Житлобуду-2». Боярова вийшла на поле на 78-й хвилині, замінивши Ангеліну Павлик. У команді провела один сезон, зіграла 9 матчів у чемпіонаті України. Разом з «Нафтохіміком» виграла кубок країни.
У 2013 році повернулася до клубу «Ятрань-Берестівець». Дебютувала за команду з Уманщини 12 травня 2013 року в переможному (7:0) домашньому поєдинку 2-о туру Першої ліги проти АТЕКСА-2. Наталя вийшла на поле в стартовому складі з капітанською пов'язкою та відіграла увесь матч. Допомогла команді завоювати срібні медалі першості та повернутися до Вищої ліги. Дебютним голами за «Ятрань» відзначилася 17 травня 2014 року на 2-1 та 21-й хвилинах переможного (2:0) виїзного поєдинку 5-о туру Вищої ліги проти столичного «Атекс-СДЮШОР №16». Боярова вийшла на поле в стартовому складі та відіграла увесь матч. У клубі перебувала 6 сезонів, за цей час у чемпіонаті України зіграла 64 матчі.
У 2018 році перейшла до «Єдності-ШВСМ». Дебютувала за нову команду 4 серпня 2018 року в програному (1:7) домашньому поєдинку 1-о туру Вищої ліги проти «Житлобуду-2». Наталя вийшла на поле в стартовому складі та відіграла увесь матч.
З 2019 року виступала за команду уманських «Пантер», у складі яких відіграла 5 сезонів.

## Досягнення
«Легенда»
- Вища ліга чемпіонату України
  -  Чемпіон (3): 2000, 2001, 2005
  -  Срібний призер (2): 2006, 2008
  -  Бронзовий призер (1): 2007

- Кубок України
  -  Володар (2): 2001, 2005
  -  Фіналіст (3): 2006, 2007, 2008

«Спартак» (Суми)
- Вища ліга чемпіонату України
  -  Бронзовий призер (1): 2004

«Нафтохімік» (Калуш)
- Вища ліга чемпіонату України
  -  Срібний призер (1): 2012

- Кубок України
  -  Володар (1): 2012